# Pandesma satanas
Pandesma satanas är en fjärilsart som beskrevs av Emilio Berio 1968. Pandesma satanas ingår i släktet Pandesma och familjen nattflyn. Inga underarter finns listade i Catalogue of Life.